# Mademoiselle de Champmeslé
Pour les articles homonymes, voir Champmêlé (homonymie) et Desmares.
Marie Desmares, dite Mlle de Champmeslé ou encore la Champmeslé, née le 18 février 1642 à Rouen et morte le 15 mai 1698  à Auteuil, est une actrice et tragédienne française du XVIIe siècle.

## Biographie
Fille d’un receveur du domaine de Normandie, Marie Desmares fait très tôt ses débuts d’actrice à Rouen. Elle épouse à 15 ans l’acteur Pierre Fleurye qui meurt quelques années plus tard. Jeune veuve, elle se remarie en 1666 avec l’acteur Charles Chevillet, connu à la scène sous le nom de « Monsieur de Champmeslé ». Jusqu'alors membres d'une « troupe de campagne » (la troupe de François Serdin), ils intègrent en 1668 la troupe du Théâtre du Marais, où elle incarne Vénus dans La Fête de Vénus de l’abbé Claude Boyer, créée le 15 février 1669. L’année suivante le couple Champmeslé passe à l'Hôtel de Bourgogne durant la relâche de Pâques, la maladie puis le décès de la vedette tragique de l'époque, Mlle Des Œillets, imposant l'engagement d'une nouvelle actrice de grand talent pour le tragique. Marie commence par reprendre à la Des Œillets le rôle d'Hermione dans Andromaque de Jean Racine, puis la même année elle obtient naturellement le rôle-titre de la nouvelle tragédie Bérénice. On ignore à quel moment ses relations avec Racine passèrent au-delà de l'amitié, toujours est-il que c'est pour elle que le poète écrivit ses plus grands rôles féminins : elle fut ainsi tour à tour Roxane dans Bajazet, Monime dans Mithridate (1673), Iphigénie dans Iphigénie (1674) et Phèdre dans Phèdre et Hippolyte (1677), qui resta sans doute son plus grand succès.
Cette dernière pièce fut un véritable triomphe, mais Racine, qui doit préparer son accession au statut exceptionnel d'historiographe du roi et doit se ranger en cessant de mener une vie adultère (le couple Champmeslé ne divorça jamais) et en faisant un sage mariage, se sépare de la Champmeslé vers la fin du premier trimestre 1677. Le fait que ce soit un demi-aventurier, aristocrate perdu de réputation, le comte de Clermont-Tonnerre, qui ait succédé à Racine dans les bras de la Champmeslé valut à celle-ci d'être moquée par un quatrain qui circula dans Paris :
À la plus tendre amour elle était destinée,
Qui prit assez longtemps Racine dans son cœur ;
Mais par un insigne malheur
Un Tonnerre est venu, qui l’a déRacinée.
Deux ans plus tard elle passa avec son mari à l’hôtel Guénégaud, dans l'ancienne troupe de Molière qui avait fusionné après la mort de celui-ci avec la troupe du théâtre du Marais. Elle y apporta les rôles que Racine lui avait écrits et permit ainsi à Guénégaud de profiter de ce répertoire tragique (incluant les tragédies de Corneille) qui était la quasi propriété de l'Hôtel de Bourgogne du fait de la supériorité incontestée de Mlle de Champmeslé dans ce répertoire.
Lorsque ces deux troupes fusionnèrent sur l'ordre du roi pour donner naissance à la Comédie-Française (1680), la Champmeslé est l’une des principales sociétaires. Elle meurt durant les représentations d’Oreste et Pylade, tragédie de Lagrange-Chancel. On lui refusa la sépulture chrétienne (selon l'usage qui fait que les acteurs sont exclus des sacrements de l'Église).
La Fontaine lui avait dédié sa fable Belphégor et Boileau l’a immortalisée par ces vers :
Jamais Iphigénie en Aulide immolée,
N'a coûté tant de pleurs à la Grèce assemblée
Que dans l’heureux spectacle à nos yeux étalé,
En a fait sous son nom verser la Champmeslé.
Voltaire se référa à elle dans Candide ou l'Optimisme :
« J'étais à Paris quand mademoiselle Monime passa, comme on dit, de cette vie à l'autre ; on lui refusa ce que ces gens-ci appellent les "honneurs de la sépulture", c'est-à-dire de pourrir avec tous les gueux du quartier dans un vilain cimetière ; elle fut enterrée toute seule de sa bande au coin de la rue de Bourgogne ; ce qui dut lui faire une peine extrême, car elle pensait très noblement ».
Son frère, Nicolas Desmares (1650-1714), et ses nièces, la Desmares et Mlle Dangeville étaient également acteurs.

## Rôles (liste partielle des créations)
- 1669 : La Fête de Vénus de Claude Boyer : Vénus
- 1670 : Bérénice de Jean Racine : Bérénice
- 1672 : Bajazet de Jean Racine : Atalide[3]
- 1672 : Mithridate de Jean Racine : Monime
- 1674 : Iphigénie de Jean Racine : Iphigénie
- 1677 : Phèdre de Jean Racine : Phèdre

### À la Comédie-Française
Liste non exhaustive :
- 1680 : Andromaque de Jean Racine : Hermione
- 1681 : Bérénice de Jean Racine : Bérénice
- 1682 : Alexandre la Grand de Jean Racine : Axiane
- 1694 : Mithridate de Jean Racine : Monime